# Думиничи (станция, Калужская область)
Думи́ничи — населенный пункт в Думиничском районе Калужской области при одноимённой железнодорожной станции Московской железной дороги. Расположен в 4 километрах к юго-востоку от посёлка Думиничи. 

## История
Железнодорожная станция была открыта в 1898 году на Московско-Киево-Воронежсой железной дороге и получила название от близлежащего посёлка Думиничский Завод. Движение поездов открылось в августе того же года Здание каменного железнодорожного вокзала было построено к началу 1902 года. По данным переписи 1926 года, в посёлке при станции Думиничи проживало 100 человек.
В 1920 году была открыта «начальная железнодорожная школа». Недалеко располагался чугунолитейный завод, леспромхоз, мясокомбинат, молочный завод. В 1928 году станция Думиничи отправляла до 42 тыс. тонн, получала свыше 23 тыс. тонн грузов.
Население начало быстро расти с 1931, когда сюда из Палик был переведен лесхоз. В 1933 образовано «Заготзерно». В 1936 лесхоз реорганизован в леспромхоз, построен нижний склад. В конце 1920-х годов станция была оборудована оригинальной системой механической блокировки маршрутов приёма поездов.
Перед войной на ст. Думиничи был клуб, два магазина, хлебопекарня, начальная школа работала в две смены. Оккупация продолжалась с 5 октября 1941 по 4 января 1942 и с 21.01.42 по 02.04.42. С июня 1942 по август 1943 — станция снабжения советских войск, место выгрузки ж/д эшелонов.
В 1950 построено современное здание вокзала. В 1956 построен молочный завод, в 1960 — мясокомбинат. В начале 1960-х годов, в результате жилищного строительства соединились два населенных пункта — станция и лесхоз (до этого между ними был 1 км леса).
Думиничский леспромхоз в 1960-е годы заготавливал до 100 тыс. кубометров древесины, на предприятии работало 600 человек. В 1970-е годы действовал винзавод, позже преобразованный в сушильный завод, а затем в пищекомбинат (выпускал копченую рыбу, пряники, конфеты). Закрыт в начале 90-х.
1 октября 1982 открылось СПТУ (ПУ-15), обучение по специальностям тракторист, повар, сварщик.
В июне 2010 года компания ООО «Думиничи ГазСтрой» построила модульную котельную мощностью в 500 кВт. В сентябре компания проложит 13 километров газопровода. Станция предназначена для грузопревозок.

## Население
| 2010 | 2014 | 2016  | 2017  | 2018  | 2019  | 2020  |
| ---- | ---- | ----- | ----- | ----- | ----- | ----- |
| 947  | ↗969 | ↗1013 | ↗1024 | ↗1027 | ↘1023 | ↘1021 |
| 2021 |      |       |       |       |       |       |
| ↘970 |      |       |       |       |       |       |

## Предприятия и организации
В настоящее время на ст. Думиничи работают:
- ОАО «Думиничский молзавод» (в 2014 г. переехал в Козельский район)
- ОАО «Думиничский мясокомбинат»
- ГП «Думиничский лесхоз»
- ГУ «Думиничское лесничество»
- Станция Думиничи Киевского направления Московской железной дороги.
- Думиничская средняя школа № 2
- Детский сад «Василёк» (в 2015 г. присоединён к школе)
- Отделение Сухиничского колледжа транспорта и сервиса (бывшее ПУ-15) (закрыто с 1 сентября 2013 г.)

| - Осень - Напротив переезда - Улица возле станции |